# Pegasus (geslacht)
Pegasus is een geslacht van straalvinnige vissen uit de familie van de zeedraken (Pegasidae). De wetenschappelijke naam is gepubliceerd in 1758 door Carl Linnaeus in de tiende editie van Systema naturae.

## Verspreiding en leefgebied
De visjes leven in de Grote- en Indische Oceaan.

## Soorten
- Pegasus lancifer Kaup, 1861
- Pegasus laternarius Cuvier, 1816
- Pegasus volitans Linnaeus, 1758